# Secció (geometria)

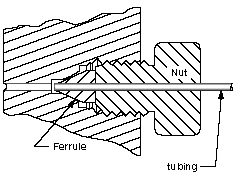
Vista de la secció longitudinal d'una peça.

En geometria descriptiva, la secció d'un sòlid és la intersecció d'un pla amb el sòlid. Existeixen dos tipus especials de secció: la secció longitudinal –quan el pla de tall α és paral·lel a l'eix principal del sòlid– i la secció transversal –quan el pla α és perpendicular a l'eix del sòlid.
El principi de Cavalieri postula que els sòlids amb les corresponents seccions d'igual àrea tenen iguals volums.

## En geometria
L'àrea de la secció ({\displaystyle A'}) d'un objecte quan es mira des d'un angle particular és l'àrea total de la projecció ortogràfica de l'objecte des d'aquest angle. Per exemple, un cilindre d'alçada h i radi r té àrea {\displaystyle A'=\pi r^{2}} quan es mira al llarg del seu eix central, i {\displaystyle A'=2rh} quan es mira des d'una direcció ortogonal. Una esfera de radi r té una àrea {\displaystyle A'=\pi r^{2}} quan es mira des de qualsevol angle. D'una manera més general, {\displaystyle A'} es pot calcular mitjançant la següent integral de superfície:
{\displaystyle A'=\iint \limits _{\mathrm {dalt} }d\mathbf {A} \cdot \mathbf {\hat {r}} }
On {\displaystyle \mathbf {\hat {r}} } és el vector unitari al llarg de la direcció de visió de l'observador, {\displaystyle d\mathbf {A} } és un element superficial amb una normal apuntant cap a fora, i la integral es pren tan sols sobre la superfície superior, la part que és "visible" des de la perspectiva de l'observador. Per un cos convex, cada raig a través de l'objecte des de la perspectiva de l'observador creua tan sols dues superfícies; per aquest tipus d'objectes, la integral es pot prendre per tota la superfície sencera ({\displaystyle A}) agafant el valor absolut de l'integrand (de tal manera que el "dalt" i el "baix" de l'objecte no es cancel·lin, tal com requeriria el teorema de divergència aplicat sobre el camp vectorial constant {\displaystyle \mathbf {\hat {r}} }) i dividint per dos:
{\displaystyle A'={\frac {1}{2}}\iint \limits _{A}|d\mathbf {A} \cdot \mathbf {\hat {r}} |}

## En dibuix tècnic
Les seccions subministren informació de tots els elements que apareixen ocults en la planta i alçats principals, i són de gran utilitat per les representacions gràfiques d'elements arquitectònics i d'enginyeria. Formen part, gairebé imprescindible, dels plànols de tot projecte tècnic.